# پچ (بار)
پَچ (به انگلیسی: The Patch) یک بار ال‌جی‌بی‌تی بود که قبلاً در بزرگراه 610 W، ساحل اقیانوس آرام در محله لس آنجلس، ویلمینگتون، کالیفرنیا واقع شده بود. پچ، همراه با میخانه گربه سیاه، نقشی اساسی در جنبش حقوق همجنسگرایان ایفا کرد، این بار در اوت ۱۹۶۸، یکی از اولین مکان‌ها در جنوب کالیفرنیا بود که در برابر آزار و اذیت مداوم پلیس برای مؤسسات همجنسگرایان و مکان‌های ملاقات آن‌ها در آن مقاومت آشکار وجود داشت.

## تاریخچه
مدیر و مالک پچ کمدین لی گلیز بود که در بین همجنسگرایان با نام باشگاهی‌اش «بور عزیز» شناخته می‌شد. پچ مشتری‌هایی از مردان و زنان همجنسگرا داشت که شامل زنان زیادی از مسابقات محلی رولر دربی بود.
اداره پلیس لس‌آنجلس (LAPD) مکرراً به گلیز اخطار داده بود که برای این که تجارت وی باز بماند، باید کارهای کشیدن مواد مخدر، تماس فیزیکی و رقص مرد با مرد را ممنوع کند و اجازه ندهد هر بار بیش از یک نفر به سرویس بهداشتی برود.
گلیز در ابتدا سعی کرد خواسته‌های پلیس را برآورده کند، اما این امر باعث شد که تجارت وی با شکست روبرو شود. گلیز تصمیم گرفت پنهانی دستورهای پلیس را نپذیرد و در عوض با پخش آهنگ «خدا ملکه را حفظ کند»، به مشتریان هشدار دهد که تحت نظر پلیس هستند. مشتریان هم می‌دانستند که باید قوانین پلیس را تا زمانی که گلیز اعلام کند، رعایت کنند. 
یک آخر هفته در اوت ۱۹۶۸، در هنگام وارد شدن افسران پلیس به بار، بار مملو از زنان و مردان همجنسگرا بود، افسران پلیس خواستار شناسنامه شدند و چندین نفر را به صورت خودسرانه بازداشت کردند. برای لی، این چندین دستگیری بیش از حد بود.
گلیز با عصبانیت به سرعت روی صحنه پرید، میکروفون را گرفت و فریاد زد: «همجنسگرا بودن خلاف قانون نیست و حضور یک گی در یک بار جرم نیست!» گلیز از مشتریان خواست تا شعارهای «برای حقوق خود بجنگ» و «ما نیز آمریکایی هستیم!» سر دهند. او به جمعیت گفت که او و مدیریت پچ هزینه ضمانت و وکالت کسانی را که دستگیر شده‌اند را متقبل می‌شوند. 
گلیز در ساعت ۳ صبح جمعیت را به سمت گل‌فروشی در خیابان هدایت کرد، او همه گلها را (به استثنای پنسی) خریداری کرد و آنها را به تظاهرکنندگان داد و سپس به سمت ایستگاه پلیس هاربر حرکت کردند.
زمانی که تظاهرات‌کنندگان به ایستگاه پلیس رسیدند، آن‌ها خواستار نیروی بیشتری شدند تا از جمعیت رو به رشد همجنسگرایان جلوگیری کنند و آن‌ها را تا آزادی تمام دستگیرشدگان با وثیقه، بیرون نگه دارند.
یورش به پچ و میخانه گربه سیاه کشیش تروی پری، کشیش پنطیکاستی همجنسگرای ایالت تنسی، را تحت تأثیر قرار داد. او به همراه دوست پسرش، تونی والدز، در یورش به پچ حضور داشت. تونی یکی از افرادی بود که پلیس دستگیر و در زندان نگهداری کرد. وی پس از گذارندان یک شب از زندان آزاد شد و بعد از آزادی به تروی گفت: «خدا به ما اهمیت نمی‌دهد.»تروی با صحبت‌های تونی به این فکر افتاد که باید «کلیسایی برای همه ما که اخراج شده‌ایم» تشکیل شود.
در اکتبر ۱۹۶۸، تروی پری کلیسای متروپولیتن را با جمعیتی متشکل از دوازده زن و مرد در اتاق نشیمن خانه‌اش تشکیل داد. جمعیت امروز این کلیسا به بیش از ۴۳۰۰۰ عضو رسیده‌است.
لی گلیز در دسامبر ۲۰۱۳ درگذشت.وی قبل از مرگش در نامه ای به ادوکیت، از وقایع رخ داده در سال ۱۹۶۸ قدردانی کرد و گفت: «اگر همه بار‌های همجنسگرایان مشتریانی مانند مشتریان من داشتند، دیگر آزار و اذیت آژانس‌های مختلف مانند پلیس ABC و عموم مردم دگرجنسگرا وجود نداشت. در طول این مشکلات نگرش آنها ("ما") این بود که هیچ اشتباهی نکرده‌ایم. ما به کسی آسیب نمی‌رسانیم. حضور یک گی در یک بار غیرقانونی نیست. هیچ چیز غیرقانونی در مورد همجنسگرایی بودن یک بار وجود ندارد؛ و ما می‌مانیم و دوره زمانی. این افراد سرانجام آن را تجربه کردند. آنها به عنوان انسان برای حقوق خود جنگیدند.»

### کتاب‌ها
- Faderman, Lillian; Timmons, Stuart (2006). Gay L.A. : a history of sexual outlaws, power politics, and lipstick lesbians. Basic Books. ISBN 978-0-465-02288-5.
- Swicegood, Tom (2003). Our God Too: Biography of a Church and a Temple. iUniverse. ISBN 978-0-595-27396-6.